# 香港音像聯盟
香港音像聯盟有限公司（英語：Hong Kong Recording Industry Alliance Limited）是於2008年10月建立的香港非營利音樂協會，香港音像聯盟身為香港唱片業的代表機構之一，會員主要為設於香港及海外地區的唱片公司，屬知識產權署已註冊的五家版權特許機構之一。
香港音像聯盟的工作負責管理旗下會員的音樂版權，把所屬之錄製音樂、音樂錄像及伴唱錄影授予香港、澳門及其他地區的廣播機構、公眾場所及數位音樂網站等給予公開播放使用權，並發出使用牌照予授權機構及收取版稅。其機構創辦會員為全球四大國際唱片公司，包括索尼音樂娛樂 (香港)、華納唱片 (香港)、EMI Group Hong Kong Ltd.（百代唱片 (香港) ，其運作原由華納唱片 (香港) 維持，但隨着環球正式收購EMI關係，2013年末起交由環球唱片負責管理）、環球唱片 (香港) 及其附屬公司（新藝寶唱片、正東唱片、上華唱片 (香港) 及寶麗金），所有成員在未成立香港音像聯盟前均為國際唱片業協會（香港會）成員。
機構成立後，旗下會員的新歌曲不再供應予Neway卡拉OK，而改與K-net合作，讓旗下卡拉OK獨家提供機構的新歌，2009年，加州紅卡拉OK斥資1200萬向K-net購入香港音像聯盟卡拉OK版權，唯於2010年，加州紅卡拉OK被Neway卡拉OK收購，Neway卡拉OK其後把加州紅其下大部份分店結束營業或改為Neway，致系統更改原故，香港音像聯盟所有持有的歌曲大部份被刪除。現時聯盟旗下會員的歌曲只供應予K-net系統。2010年5月，香港音像聯盟旗下的成員組織 — 香港卡拉歌曲版權盟有限公司(HKKLA)正式成立，負責管理索尼音樂娛樂、華納唱片、百代唱片及環球唱片的卡拉OK音像版權。2010年12月18日，BMA老闆羅傑承開設Red Mr卡拉OK開幕，旗下店舖與K-net合作，意味着旗下會員的歌曲再出現在大型卡拉OK場所。其後於12月21日宣佈BMA正式加盟。
2013年，EAS Music、Soundgood Production Ltd、BEGGARS、Lemongrass、Starz Track和Equilibrium Music Group正式加盟香港音像聯盟。2014年，華納唱片收購金牌大風，其亦順理成章於翌年加盟香港音像聯盟。2015年，West One Music Group正式加盟香港音像聯盟。

## 事件

### 與Neway卡拉OK之版權風波
2008年起，Neway與加州紅兩大卡拉OK決裂，使部份新歌無法登陸卡拉OK。其後加州紅斥資1200萬向K-net購入香港音像聯盟旗下唱片的音樂影像。2010年3月，Neway全面收購加州紅，完全攏斷香港卡拉OK。因Neway與香港音像聯盟決裂，使香港音像聯盟旗下五大唱片歌手之歌曲無法登陸卡拉OK。12月起，新卡拉OKRed MR成立，並且與香港音像聯盟合作，使卡拉OK攏斷局面得以和緩。但期間Neway一直侵權，但華納、Sony、EMI及BMA之歌手與歌曲大部份被刪除，只有非法播放部份環球唱片旗下歌手之MV。直至2014年5月，華納、Sony、EMI及環球再次開始提供歌曲予Neway。

### 與無綫電視之版權風波
2009年年末至2013年3月，香港音像聯盟與無綫電視未能就版稅問題達成共識，所有香港音像聯盟的歌曲因此不能於無綫電視播出。從那時起，會員的歌手開始亮相其他電視台並利用粵語進行香港電視台的訪問，成為一大突破。2011年11月19日版權問題解決，2013年1月版稅問題解決，2013年3月雙方簽約破冰。2014年旗下歌手陸續現身無綫電視音樂節目勁歌金曲。但2015年起無綫電視再度封殺環球唱片旗下歌手。直至2021年曾志偉出任無線綜藝、音樂製作及節目副總經理，與音像協會成功斡旋，版權風波才告一段落。

### 與新城電台之版權風波
2021年1月1日開始與三大唱片司未能就版稅問題達成共識，直至2021年9月1日解決，雙方再簽合約。

## 成員
- 環球唱片及其附屬公司 — （新藝寶唱片、正東唱片、上華唱片 (香港) 、寶麗金及百代唱片 (香港)、INgrooves等）
- 索尼音樂娛樂及其附屬公司 — （The Orchard、AWAL等）
- 華納唱片及其附屬公司 — （金牌大風、ADA等）
- 博美娛樂
- EAS Music
- Frenzi Music
- 鑽石娛樂
- Drip Drip Studio
- Soundgood Production Ltd
- BEGGARS
- Lemongrass
- Equilibrium Music Group
- West One Music Group

## 另見
- 國際唱片業協會（香港會）
- 香港唱片公司列表

## 外部連結
- 官方网站：英語、繁體、簡體